# Futebol de Pernambuco
O futebol de Pernambuco é um dos mais tradicionais do Brasil, possuindo também uma das competições locais mais antigas do país. 
O estado já teve diversos representantes na elite do futebol nacional, com destaque para Sport, Náutico e Santa Cruz, campeão, vice-campeão e semifinalista do Campeonato Brasileiro Série A como as suas melhores participações, respectivamente. 
O seu maior estádio é o Arruda do Santa Cruz, para mais de 60.000 espectadores, seguido pela estadual Arena de Pernambuco para cerca de 44.000, da Ilha do Retiro do Sport para mais de 30.000 e do Estádio dos Aflitos, do Náutico, para cerca de 20.000, palcos das principais partidas no estado.
Como em outros estados brasileiros, o futebol em Pernambuco foi introduzido por um brasileiro que estudou na Europa, neste caso foi o pernambucano Guilherme de Aquino Fonseca.

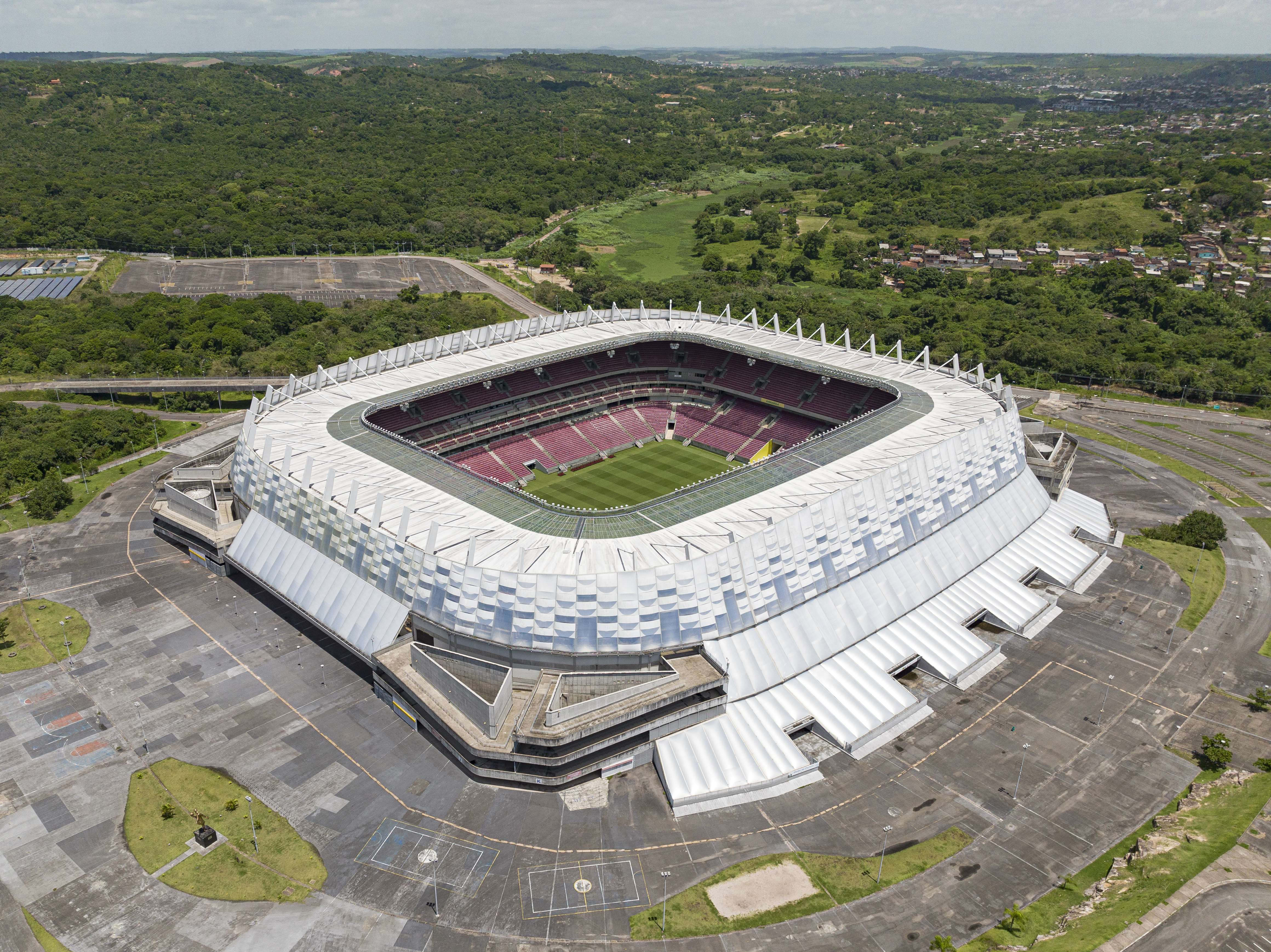
Arena Pernambuco, palco da Copa do Mundo. Atua na arena Retrô Futebol Clube Brasil campeão da série D, fazendo o estado de Pernambuco ter títulos em todos campeonatos Nacionais do futebol brasileiro.

## História
O futebol de Pernambuco também foi introduzido por um brasileiro que estudou na Europa, o pernambucano Guilherme de Aquino Fonseca. Filho de João de Aquino Fonseca e Maria Eugênia Regadas de Aquino Fonseca, Guilherme foi estudar na Inglaterra, aos 13 anos de idade, no Hooton Lown Schoool, onde aprendeu a técnica do jogo. Em 1903, ao voltar para o Recife e fascinado pelo esporte, resolveu fundar um clube onde se praticasse o futebol, o criquet, o rugby e o tênis. Trouxe da Inglaterra o material e os apetrechos necessários para a prática desses esportes, porém teve que enfrentar muitas dificuldades.
Na época, já existiam dois clubes esportivos na cidade, o Internacional e o Náutico. Nenhum dos dois, no entanto, oferecia atividades para uma vida esportiva atuante. O Internacional, originário de um clube de regatas, limitava-se a realização de bailes e jogos de carta. O Náutico, por sua vez, fundado no dia 7 de abril de 1901 e dedicado exclusivamente a esportes aquáticos, como o remo, praticamente não tinha competições por falta de concorrentes. 
Guilherme fez várias tentativas com os dirigentes do Náutico para que o clube aderisse ao futebol, mas havia um grupo contrário que afirmava não ser o futebol um esporte, mas sim uma troca de pontapés. Ele recorreu, então, aos funcionários da firma inglesa Great Western, que costumavam jogar bola nos finais de semana em suas casas, conseguindo realizar alguns jogos, em campos improvisados no bairro do Derby. 
Em 1904, reunindo onze jogadores, ele conseguiu disputar uma partida experimental contra o time da Great Western. No dia 13 de maio do ano seguinte, fundou oficialmente o Sport Club do Recife.
No dia 22 de junho de 1905, foi realizado o primeiro jogo de futebol em Pernambuco, entre o Sport Club Recife e o English Eleven, time formado por funcionários das companhias inglesas sediadas no Recife. O encontro foi realizado na campina do Derby, local onde hoje está situado o campo de futebol da Polícia Militar de Pernambuco. Apesar dos prognósticos de favoritismo dos ingleses, o Sport conseguiu um empate de 2 a 2, cujo feito foi exaltado depois por toda a imprensa da época.

## O Campeonato Pernambucano e suas divisões
Já houve muitas formas e várias nominações de divisões no campeonato pernambucano em todo esse tempo em que o mesmo vem sendo disputado. O campeonato tem oficialmente duas divisões, sendo que, a primeira divisão do futebol de Pernambuco é parcialmente profissional. 
Clubes do interior em alguns casos, desenvolvem parcialmente seus departamentos profissionais. Quando algum deles é rebaixado para a segunda divisão, que por vezes é uma divisão semiprofissional, acaba voltando ao amadorismo. 
O campeonato já teve uma terceira divisão estadual. A competição reunia os clubes campeões das Ligas Desportivas municipais. 
Em 1998, os clubes que fossem campeões podiam além de serem promovidos a uma divisão mais organizada, optar por se profissionalizar para poder competir em competições oficiais, tanto a nível estadual quanto a nível nacional. 
Após a sua criação, em 2002 a terceira divisão foi excluída e apenas seleções das ligas, eram quem tinham o direito de disputar a competição, que passou a ser denominada de Copa do Interior das Ligas Municipais.

### Série A1
O Campeonato Pernambucano da Série A1 equivale ao primeiro nível do futebol do estado. É a divisão principal, que reúne os principais clubes de Pernambuco.
O Pernambucano, no formato atual, é composto por 10 times que jogam em duas fases. Na primeira fase inicial, os clubes jogam num formato de todos contra todos com os oito clubes que pais pontuarem, se classificando para a fase eliminatória. Os dois piores times, na classificação geral, e, segundo os critérios de desempate, são rebaixados para a série A2 do ano seguinte.
Os dois mais bem colocados estarão automaticamente qualificados para a Copa do Brasil do ano seguinte, exceto quando conquistam vagas também para a Taça Libertadores da América. Caso isto aconteça, as vagas vão para os mais bem colocados subsequentes. Os dois mais bem classificados que não possuem vagas asseguradas nas Séries A, B e C do Campeonato Brasileiro de Futebol asseguram vagas para a disputa da Série D do mesmo ano.
O atual campeão pernambucano é o Sport. Um fato curioso desta divisão é que, assim como no estadual do Rio de Janeiro até hoje, nenhum clube do interior do estado de Pernambuco havia sido campeão estadual, apenas três clubes do interior haviam chegado na final do estadual, até o Salgueiro se sagrar campeão pernambucano de 2020, rompendo essa característica.

### Série A2
O Campeonato  Pernambucano da Série A2 equivale ao segundo nível do futebol do estado. Acima desta divisão, está somente a Série principal, a A1, que reúne os principais clubes de Pernambuco.
A Série A2 é oficialmente, a última divisão do campeonato pernambucano. Apesar da competição ter tido uma terceira divisão, desde sua criação nenhum clube foi rebaixado a uma divisão inferior. 
Um fato que caracterizava esta divisão é que, nem todo clube precisava conquistar acesso para disputar a primeira divisão pernambucana, pois, até uma certa época quando as duas divisões eram organizadas nesse critério, qualquer clube que atendesse todos os requisitos da Federação Pernambucana de Futebol estaria hapto a poder disputar a primeira divisão profissional.
O atual campeão da Série A2 é o Jaguar.

### Série A3
O Campeonato Pernambucano da Série A3 equivalia ao terceiro nível do futebol do estado. Acima desta divisão, estão as Séries A1 e A2.
Inicialmente, foi criada como Copa do Interior das Ligas Municipais, que reunia clubes amadores vencedores das ligas desportivas do estado, filiadas a Federação Pernambucana de Futebol. Sua primeira edição oficial foi em 1996 e teve como o seu primeiro campeão, o clube Ramalat Sport Club, clube do município de Ouricuri no interior de Pernambuco. Foi em 2002, que o Vera Cruz Futebol Clube viria a disputar e ganhar a última edição da competição, que a partir do ano seguinte só seria disputado apenas pelas seleções municipais campeãs de suas ligas de cada município pernambucano. 
Em 2019 foi cogitado o retorno da competição. A própria federação já tinha dado aval para o seu retorno mas, devido a problemas financeiros que alguns clubes poderiam enfrentar e que outros clubes não concordaram com o regulamento que seria imposto, a competição foi cancelada e os clubes que foram rebaixados em 2018 da série A2, permaneceram na mesma. A federação e a sua direção de competições, estudam o seu retorno para 2020.
O recifense, América-PE, é o atual campeão desta competição.

## Principais títulos do futebol pernambucano
| NACIONAIS       | NACIONAIS                       | NACIONAIS | NACIONAIS                                    | NACIONAIS                                      |
|                 | Competição                      | Títulos   | Temporadas                                   | Conquistado pelo                               |
| --------------- | ------------------------------- | --------- | -------------------------------------------- | ---------------------------------------------- |
|                 | Campeonato Brasileiro           | 1         | 1987                                         | Sport (1)                                      |
|                 | Copa do Brasil                  | 1         | 2008                                         | Sport (1)                                      |
|                 | Campeonato Brasileiro - Série B | 1         | 1990                                         | Sport (1)                                      |
|                 | Campeonato Brasileiro - Série C | 2         | 2013 e 2019                                  | Náutico (1) Santa Cruz (1)                     |
|                 | Campeonato Brasileiro - Série D | 1         | 2024                                         | Retrô (1)                                      |
| INTER-REGIONAIS |                                 |           |                                              |                                                |
|                 | Competição                      | Títulos   | Temporadas                                   | Conquistado pelo                               |
|                 | Torneio Norte-Nordeste          | 1         | 1968                                         | Sport (1)                                      |
|                 | Taça Norte                      | 4         | 1962, 1965, 1966 e 1967                      | Sport (1) Náutico (3)                          |
| REGIONAIS       |                                 |           |                                              |                                                |
|                 | Competição                      | Títulos   | Temporadas                                   | Conquistado pelo                               |
|                 | Copa do Nordeste                | 4         | 1994, 2000, 2014 e 2016                      | Sport (3) Santa Cruz (1)                       |
| TOTAL           |                                 |           |                                              |                                                |
|                 | Conquistas                      | Títulos   | Descrição                                    | Conquistado pelo                               |
|                 | Títulos oficiais                | 15        | 6 Nacionais, 5 Inter-regionais e 4 Regionais | Sport (8) Náutico (4) Santa Cruz (2) Retrô (1) |

### Títulos não-oficiais

#### Nacionais
- Troféu Roberto Gomes Pedrosa: 1987 
 ( Sport)
- Qualificatório da Taça Ouro[6]: 1980 e 1981 
 ( Sport e  Náutico)
- Campeonato Brasileiro da Série B: 1986 
 ( Central)
- Campeonato Brasileiro da Série C: 1993 
 ( Central)
- Campeonato Brasileiro da Série D: 1999 
 ( Unibol)

#### Inter-Regionais
- Taça Asa Branca: 2017 
 ( Santa Cruz)
- Torneio Hexagonal Norte-Nordeste[7]: 1967 
 ( Santa Cruz)
- Copa dos Campeões do Norte[7][8]: 1966 
 ( Náutico)
- Torneio dos Campeões do Norte–Nordeste[7]: 1952 
 ( Náutico)

#### Regionais
- Grupo Norte da Taça Brasil[9]: 1959, 1962, 1963, 1964 e 1965 
 ( Sport e  Náutico)
- Grupo Nordeste do Torneio Norte-Nordeste: 1968 e 1970 
 ( Sport)
- Troféu Nordeste[10]: 1923 
 ( América-PE)

## Futebol pernambucano pelo mundo
O futebol de Pernambuco assim como os de outros estados, também fora uma celeiro de craques tanto nacionalmente, quanto internacionalmente. Jogadores como Biro-Biro (ídolo corintiano), Cléber Santana, ilustre jogador da Chapecoense que faleceu em 2016, Hernanes (São Paulo), Juninho Pernambucano (jogador da base do Sport e ídolo do Vasco da Gama), Rivaldo (considerado por muitos o maior meia e um dos maiores jogadores da historia recente do futebol mundial, e integra o grupo dos "4Rs" (Ronaldo, Romário, Ronaldinho e Rivaldo), estes considerados os quatro melhores jogadores brasileiros da história recente do futebol.) e dentre outros, representaram o futebol pernambucano não só a nível nacional, mais também a novel internacional, jogando nos principais clubes do mundo.

### Melhor do mundo
Dentre todos os jogadores pernambucanos, o maior desta que é Rivaldo Vítor Borba Ferreira, mais conhecido como Rivaldo. Ele teve uma das carreiras mais promissoras pra um jogador. Atuando como meia, Rivaldo foi um dos nomes nas maiores conquista do Palmeiras nos anos 90, na famosa Era Parmalat época mais vitoriosa da história do verdão. Após curta passagem pelo La Coruña, foi no Barcelona que o jogador viveu seu melhor momento.
Ídolo no Barcelona, foi lá onde sua atuação fez com que fosse eleito o melhor jogador do mundo pela FIFA em 1999, feito este  que lhe rendeu uma convocação para a Copa do Mundo, onde foi decisivo para a Seleção Brasileira conquistar seu quinto título mundial na competição disputada na Coreia do Sul e no Japão em 2002.
Rivaldo era um meio-campo versátil e inteligente, pois fazia gols como atacante — e em algumas oportunidades foi escalado nessa posição. Apesar de não ser um atacante de ofício, quando chegava na área oferecia sério perigo para a zaga adversária com seus chutes letais, sua classe exuberante e sua plasticidade. Era especialista em cobranças de falta, voleios e bicicletas, além de chutes de longa distância e de cobertura. Parecia ser lento mas tinha uma velocidade incrível e em seu registro tem gols e jogadas de todos os tipos.

## Rivalidades
O Estado de Pernambuco apresenta no futebol rivalidades importantes e clássicos de grande alcance, tanto na capital quanto no interior do Estado. 
Na capital pernambucana Recife, os maiores clássicos é entre os integrantes trio de ferro recifense; Sport, Náutico e Santa Cruz. 
O Trio de Ferro também tem uma Forte Rivalidade iniciada em 2020 com a Equipe do Retrô da cidade Camaragibe Região Metropolitana Oeste do Recife, e que cada ano cresce cada vez mais devido as boas campanha da Equipe Auriazulina nas competições Estaduais e Nacionais. 
No interior, o mais famoso é o Clássico Matuto entre as equipes da cidade de Caruaru entre Central e Porto.
Outras Rivalidades do Estado envolve as Equipes da cidade do Cabo de Santo Agostinho Clássico do Litoral Sul entre as Equipes da Cabense e também da Ferroviário do Cabo
No Sertão Pernambucano temos o Clássico entre as Equipes do Salgueiro e Afogados Times que na atualidade mostram boa campanha no Estadual
O Sertão do São Francisco tem algumas Rivalidades como Petrolina e 1º de Maio Rivalidade da cidade de Petrolina maior cidade da Região do São Francisco Pernambucano.